# Colombia en la clasificación de Conmebol para la Copa Mundial de Fútbol de 2002
La Selección de Colombia es una de las diez selecciones de fútbol que participaron en la Clasificación de Conmebol para la Copa Mundial de Fútbol de 2002, en la que se definieron los representantes de Conmebol para la Copa Mundial de Fútbol de 2002, que se desarrolló en Corea del Sur y Japón. 
La etapa preliminar —también denominada eliminatorias— se jugó en América del Sur, desde el 28 de marzo de 2000 y finalizó el 14 de noviembre de 2001. En las eliminatorias, se jugaron 18 fechas con el formato de todos contra todos, con partidos de ida y vuelta.
El torneo definió cinco equipos que representaron a la Confederación Sudamericana de Fútbol en la Copa Mundial de Fútbol. Los cuatro mejor posicionados, se clasificaron directamente al mundial mientras que el quinto ubicado, Uruguay, jugó repesca intercontinental frente a Australia.

## Participante
| Selección de fútbol de Colombia |                                   |                     |                    |
| Ciudad                          | Estadio                           | Entrenadores        | Entrenadores       |
| Bogotá                          | Estadio Nemesio Camacho El Campín | Luis Augusto García | Francisco Maturana |
|                                 |                                   |                     |                    |
| Federación Colombiana de Fútbol |                                   |                     |                    |

## Proceso de clasificación

### Tabla de clasificación
| Equipo    | Pts | PJ | PG | PE | PP | GF | GC | Dif |
| --------- | --- | -- | -- | -- | -- | -- | -- | --- |
| Argentina | 43  | 18 | 13 | 4  | 1  | 42 | 15 | 27  |
| Ecuador   | 31  | 18 | 9  | 4  | 5  | 23 | 20 | 3   |
| Brasil    | 30  | 18 | 9  | 3  | 6  | 31 | 17 | 14  |
| Paraguay  | 30  | 18 | 9  | 3  | 6  | 29 | 23 | 6   |
| Uruguay   | 27  | 18 | 7  | 6  | 5  | 19 | 13 | 6   |
| Colombia  | 27  | 18 | 7  | 6  | 5  | 20 | 15 | 5   |
| Bolivia   | 18  | 18 | 4  | 6  | 8  | 21 | 33 | -12 |
| Perú      | 16  | 18 | 4  | 4  | 10 | 14 | 25 | -11 |
| Venezuela | 16  | 18 | 5  | 1  | 12 | 18 | 44 | -26 |
| Chile     | 12  | 18 | 3  | 3  | 12 | 15 | 27 | -12 |

| L\V                  | Bandera de Argentina | Bandera de Bolivia | Bandera de Brasil | Bandera de Chile | Bandera de Colombia | Bandera de Ecuador | Bandera de Paraguay | Bandera de Perú | Bandera de Uruguay | Bandera de Venezuela |
| Bandera de Argentina |                      | 1:0                | 2:1               | 4:1              | 3:0                 | 2:0                | 1:1                 | 2:0             | 2:1                | 5:0                  |
| Bandera de Bolivia   | 3:3                  |                    | 3:1               | 1:0              | 1:1                 | 1:5                | 0:0                 | 1:0             | 0:0                | 5:0                  |
| Bandera de Brasil    | 3:1                  | 5:0                |                   | 2:0              | 1:0                 | 3:2                | 2:0                 | 1:1             | 1:1                | 3:0                  |
| Bandera de Chile     | 0:2                  | 2:2                | 3:0               |                  | 0:1                 | 0:0                | 3:1                 | 1:1             | 0:1                | 0:2                  |
| Bandera de Colombia  | 1:3                  | 2:0                | 0:0               | 3:1              |                     | 0:0                | 0:2                 | 0:1             | 1:0                | 3:0                  |
| Bandera de Ecuador   | 0:2                  | 2:0                | 1:0               | 1:0              | 0:0                 |                    | 2:1                 | 2:1             | 1:1                | 2:0                  |
| Bandera de Paraguay  | 2:2                  | 5:1                | 2:1               | 1:0              | 0:4                 | 3:1                |                     | 5:1             | 1:0                | 3:0                  |
| Bandera de Perú      | 1:2                  | 1:1                | 0:1               | 3:1              | 0:1                 | 1:2                | 2:0                 |                 | 0:2                | 1:0                  |
| Bandera de Uruguay   | 1:1                  | 1:0                | 1:0               | 2:1              | 1:1                 | 4:0                | 0:1                 | 0:0             |                    | 3:1                  |
| Bandera de Venezuela | 0:4                  | 4:2                | 0:6               | 0:2              | 2:2                 | 1:2                | 3:1                 | 3:0             | 2:0                |                      |

|  | Clasificado directamente para la Copa Mundial de Fútbol de 2002.                                             |
|  | Clasificado al Mundial 2002, ya que ganó la repesca intercontinental frente a Australia, su similar de OFC.. |
|  | Eliminado.                                                                                                   |

|  | Triunfo de Colombia. |
|  | Empate.              |
|  | Derrota de Colombia. |

### Partidos

#### Primera vuelta
| Jornada   | Fecha                   | Estadio                   | Racha | Local    |                     | Resultado |                      | Visitante |
| --------- | ----------------------- | ------------------------- | ----- | -------- | ------------------- | --------- | -------------------- | --------- |
| Jornada 1 | 28 de marzo de 2000     | El Campín, Bogotá         |       | Colombia | Bandera de Colombia | 0:0       | Bandera de Brasil    | Brasil    |
| Jornada 2 | 26 de abril de 2000     | Hernando Siles, La Paz    |       | Bolivia  | Bandera de Bolivia  | 1:1 (1:1) | Bandera de Colombia  | Colombia  |
| Jornada 3 | 4 de junio de 2000      | El Campín, Bogotá         | Sí    | Colombia | Bandera de Colombia | 3:0 (2:0) | Bandera de Venezuela | Venezuela |
| Jornada 4 | 29 de junio de 2000     | El Campín, Bogotá         | No    | Colombia | Bandera de Colombia | 1:3 (1:2) | Bandera de Argentina | Argentina |
| Jornada 5 | 19 de julio de 2000     | Nacional del Perú, Lima   | Sí    | Perú     | Bandera de Perú     | 0:1 (0:0) | Bandera de Colombia  | Colombia  |
| Jornada 6 | 25 de julio de 2000     | Olímpico Atahualpa, Quito |       | Ecuador  | Bandera de Ecuador  | 0:0       | Bandera de Colombia  | Colombia  |
| Jornada 7 | 15 de agosto de 2000    | El Campín, Bogotá         | Sí    | Colombia | Bandera de Colombia | 1:0 (0:0) | Bandera de Uruguay   | Uruguay   |
| Jornada 8 | 2 de septiembre de 2000 | Nacional, Santiago        | Sí    | Chile    | Bandera de Chile    | 0:1 (0:0) | Bandera de Colombia  | Colombia  |
| Jornada 9 | 7 de octubre de 2000    | El Campín, Bogotá         | No    | Colombia | Bandera de Colombia | 0:2 (0:1) | Bandera de Paraguay  | Paraguay  |

#### Segunda vuelta
| Jornada    | Fecha                   | Estadio                        | Racha | Local     |                      | Resultado |                     | Visitante |
| ---------- | ----------------------- | ------------------------------ | ----- | --------- | -------------------- | --------- | ------------------- | --------- |
| Jornada 10 | 15 de octubre de 2000   | Morumbí, São Paulo             | No    | Brasil    | Bandera de Brasil    | 1:0 (0:0) | Bandera de Colombia | Colombia  |
| Jornada 11 | 27 de marzo de 2001     | El Campín, Bogotá              | Sí    | Colombia  | Bandera de Colombia  | 2:0 (0:0) | Bandera de Bolivia  | Bolivia   |
| Jornada 12 | 24 de abril de 2001     | Pueblo Nuevo, San Cristóbal    |       | Venezuela | Bandera de Venezuela | 2:2 (1:0) | Bandera de Colombia | Colombia  |
| Jornada 13 | 3 de junio de 2001      | «Monumental», Buenos Aires     | No    | Argentina | Bandera de Argentina | 3:0 (3:0) | Bandera de Colombia | Colombia  |
| Jornada 14 | 16 de agosto de 2001    | El Campín, Bogotá              | No    | Colombia  | Bandera de Colombia  | 0:1 (0:0) | Bandera de Perú     | Perú      |
| Jornada 15 | 5 de septiembre de 2001 | El Campín, Bogotá              |       | Colombia  | Bandera de Colombia  | 0:0       | Bandera de Ecuador  | Ecuador   |
| Jornada 16 | 7 de octubre de 2001    | Centenario, Montevideo         |       | Uruguay   | Bandera de Uruguay   | 1:1 (1:0) | Bandera de Colombia | Colombia  |
| Jornada 17 | 7 de noviembre de 2001  | El Campín, Bogotá              | Sí    | Colombia  | Bandera de Colombia  | 3:1 (1:1) | Bandera de Chile    | Chile     |
| Jornada 18 | 14 de noviembre de 2001 | Defensores del Chaco, Asunción | Sí    | Paraguay  | Bandera de Paraguay  | 0:4 (0:2) | Bandera de Colombia | Colombia  |

## Estadísticas

### Convocados
Listado de jugadores que participaron en las eliminatorias para la Copa Mundial 2002.
| N.º | Nombre                   | Posición      |
| --- | ------------------------ | ------------- |
|     | Miguel Calero            | Portero       |
|     | Óscar Córdoba            | Portero       |
|     | Jorge Bermúdez           | Defensa       |
|     | James Cardona            | Defensa       |
|     | Iván Ramiro Córdoba      | Defensa       |
|     | Arley Dinas              | Defensa       |
|     | Gonzalo Martínez Caicedo | Defensa       |
|     | Foad Maziri              | Defensa       |
|     | Bonner Mosquera          | Defensa       |
|     | Wilmer Alexander Ortegón | Defensa       |
|     | Rubiel Quintana          | Defensa       |
|     | Mario Alberto Yepes      | Defensa       |
|     | Iván López               | Defensa       |
|     | Roberto Carlos Cortés    | Defensa       |
|     | Gerardo Enrique Vallejo  | Defensa       |
|     | Gerardo Bedoya           | Mediocampista |
|     | Jorge Bolaño             | Mediocampista |
|     | Mayer Candelo            | Mediocampista |
|     | David Ferreira           | Mediocampista |
|     | Luis Alberto García      | Mediocampista |
|     | Jersson González         | Mediocampista |
|     | Freddy Grisales          | Mediocampista |
|     | Giovanni Hernández       | Mediocampista |
|     | Héctor Hurtado           | Mediocampista |
|     | Néider Morantes          | Mediocampista |
|     | Franky Oviedo            | Mediocampista |
|     | Óscar Restrepo           | Mediocampista |
|     | Freddy Rincón            | Mediocampista |
|     | Mauricio Serna           | Mediocampista |
|     | Alexander Viveros        | Mediocampista |
|     | Elkin Murillo            | Mediocampista |
|     | John Javier Restrepo     | Mediocampista |
|     | Arnulfo Valentierra      | Mediocampista |
|     | Juan Carlos Ramírez      | Mediocampista |
|     | Mauricio Molina          | Mediocampista |
|     | Juan Pablo Ángel         | Delantero     |
|     | Víctor Hugo Aristizábal  | Delantero     |
|     | Faustino Asprilla        | Delantero     |
|     | Elson Becerra            | Delantero     |
|     | Víctor Bonilla           | Delantero     |
|     | Jairo Castillo           | Delantero     |
|     | Carlos Alberto Castro    | Delantero     |
|     | Orlando Maturana         | Delantero     |
|     | Leonardo Fabio Moreno    | Delantero     |
|     | Malher Tressor Moreno    | Delantero     |
|     | Leider Preciado          | Delantero     |
|     | Hamilton Ricard          | Delantero     |
|     | Iván René Valenciano     | Delantero     |
|     | Eudalio Arriaga          | Delantero     |
|     | Rafael Arlex Castillo    | Delantero     |
|     | Leonardo Mina Polo       | Delantero     |

### Goleadores
| Jugador                                       | Equipo (s)             | Goles anotados | PJ | Minutos jugados | Tarjetas Amarillas | Doble tarjeta amarilla y tarjeta roja | Tarjetas roja directa |
| --------------------------------------------- | ---------------------- | -------------- | -- | --------------- | ------------------ | ------------------------------------- | --------------------- |
| Juan Pablo Ángel                              | River Plate            | 4              | 14 | -               | -                  | -                                     | -                     |
| Jairo Castillo                                | Vélez Sarsfield        | 3              | 8  | -               | -                  | -                                     | -                     |
| Víctor Hugo Aristizábal                       | Atlético Nacional      | 3              | 9  | -               | -                  | -                                     | -                     |
| Arnulfo Valentierra                           | Once Caldas            | 1              | 2  | -               | -                  | -                                     | -                     |
| Iván René Valenciano                          | Independiente Medellín | 1              | 3  | -               | -                  | -                                     | -                     |
| Rafael Arlex Castillo                         | Deportivo Pereira      | 1              | 3  | -               | -                  | -                                     | -                     |
| Víctor Bonilla                                | Toulouse               | 1              | 4  | -               | -                  | -                                     | -                     |
| Jersson González                              | América de Cali        | 1              | 4  | -               | -                  | -                                     | -                     |
| Franky Oviedo                                 | Club América           | 1              | 7  | -               | -                  | -                                     | -                     |
| Freddy Grisales                               | Atlético Nacional      | 1              | 9  | -               | -                  | -                                     | -                     |
| Alexander Viveros                             | Cruzeiro               | 1              | 11 | -               | -                  | -                                     | -                     |
| Gerardo Bedoya                                | Racing Club            | 1              | 12 | -               | -                  | -                                     | -                     |
| Iván Ramiro Córdoba                           | Inter de Milán         | 1              | 14 | -               | -                  | -                                     | -                     |
| Última actualización: 14 de noviembre de 2001 |                        |                |    |                 |                    |                                       |                       |

### Asistencias
| Jugador                                       | Equipo (s) | Asistencias | PJ | Minutos jugados |
| --------------------------------------------- | ---------- | ----------- | -- | --------------- |
| Faustino Asprilla                             | -          | 3           | -  | -               |
| Franky Oviedo                                 | -          | 2           | -  | -               |
| Néider Morantes                               | -          | 2           | -  | -               |
| Freddy Rincón                                 | -          | 1           | -  | -               |
| Alexander Viveros                             | -          | 1           | -  | -               |
| Óscar Córdoba                                 | -          | 1           | -  | -               |
| Juan Pablo Ángel                              | -          | 1           | -  | -               |
| David Ferreira                                | -          | 1           | -  | -               |
| Jersson González                              | -          | 1           | -  | -               |
| Última actualización: 14 de noviembre de 2001 |            |             |    |                 |

## Uniforme
| 2000-2001                    |             |
| ---------------------------- | ----------- |
| \| Oficial \| Alternativo \| |             |
| Oficial                      | Alternativo |

| Oficial | Alternativo |

| 2001                         |             |
| ---------------------------- | ----------- |
| \| Oficial \| Alternativo \| |             |
| Oficial                      | Alternativo |

| Oficial | Alternativo |